# Nordstraße 35 (Korschenbroich)

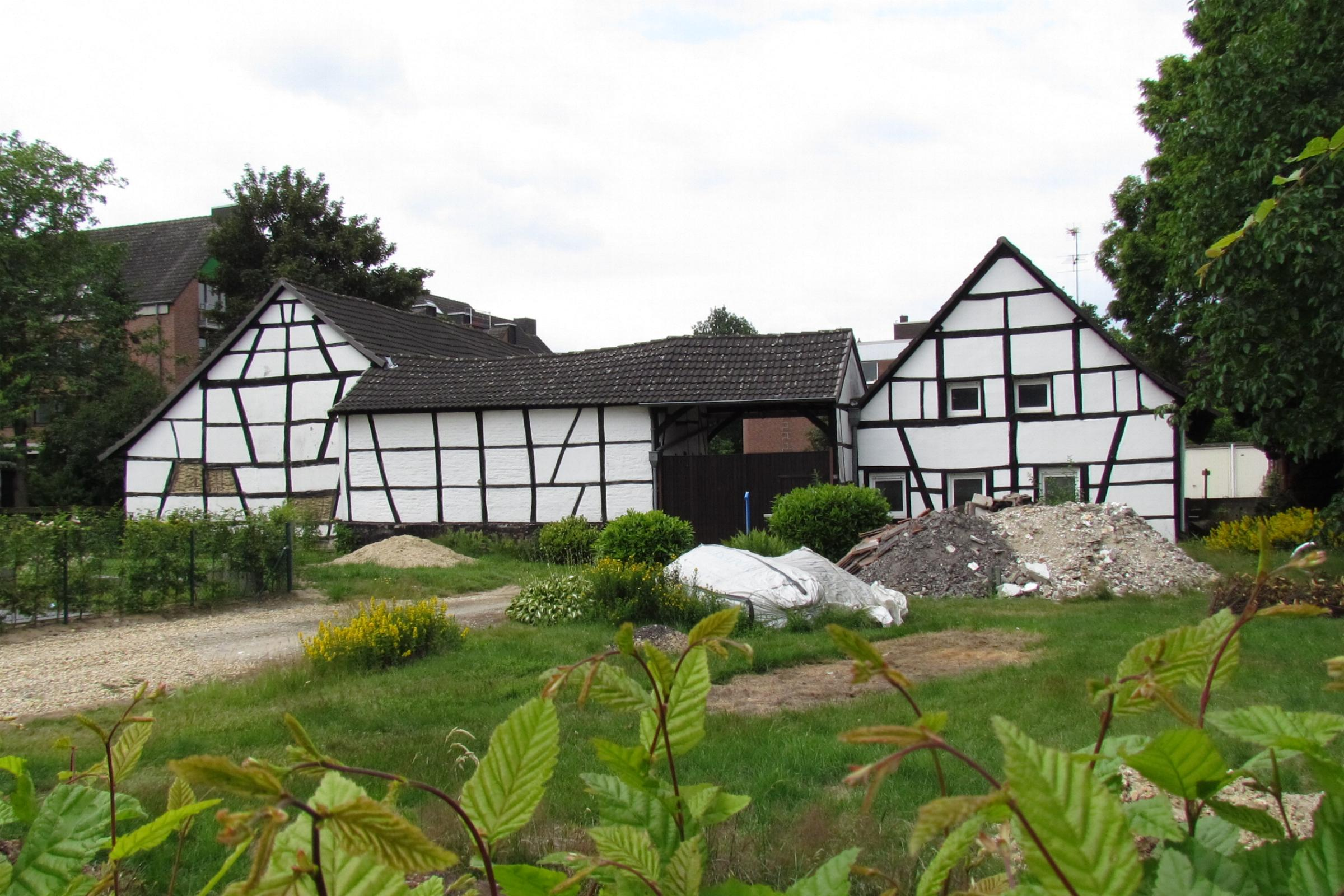
Ehemaliger Fachwerkhof

Der ehemalige Fachwerkhof Nordstraße 35 steht im Stadtteil Kleinenbroich in Korschenbroich  im Rhein-Kreis Neuss in Nordrhein-Westfalen.
Das Gebäude wurde im 18. Jahrhundert erbaut und unter Nr. 047 am 11. September 1985 in die Liste der Baudenkmäler in Korschenbroich eingetragen.

## Architektur
Es handelt sich um einen ehemaligen dreiflügeligen Fachwerkhof. Das Wohnhaus ist eingeschossig und giebelständig. Die Fenster wurden teilweise verändert und die äußere Traufseite verputzt.